# Phyllachora perplexans
Phyllachora perplexans är en svampart som beskrevs av Chardón 1932. Phyllachora perplexans ingår i släktet Phyllachora och familjen Phyllachoraceae.   Inga underarter finns listade i Catalogue of Life.